# Theaceae
Theaceae is de botanische naam voor een familie van bloemplanten. Deze naam wordt algemeen erkend door systemen van plantentaxonomie, en zo ook door het APG-systeem (1998) en het APG II-systeem (2003).
Er is geen hechte overeenstemming over hoe de familie omschreven wordt: in de moderne omschrijving is ze veel kleiner dan traditioneel het geval was.
Het bekendste lid is de theeplant (Camellia sinensis) waarvan de bladeren worden gebruikt om de commerciële thee te maken. Tot Camellia behoren verschillende soorten die wereldwijd worden gekweekt vanwege hun bloemen.
De meeste genera komen voor in Maleisië en Zuidoost-Azië, maar er zijn ook genera die voorkomen in Zuid-Amerika en Centraal-Amerika. In het zuidoosten van de Verenigde Staten komen soorten voor die behoren tot Gordonia. Een plaatselijke curiositeit is Franklinia.
De meeste genera hebben altijdgroene bladeren, maar Stewartia en Franklinia laten hun bladeren 's winters vallen.
Zie ook de families Pellicieraceae, Sladeniaceae, Ternstroemiaceae en Tetrameristaceae voor meer of minder geaccepteerde afsplitsingen.
In het Cronquist-systeem (1981) werd de familie ingedeeld in de orde Theales.